# Stade Olympique Merlebach
Stade Olympique Merlebach is een Franse voetbalclub uit Freyming-Merlebach in het departement Moselle in de regio Grand Est.

## Geschiedenis
In 1925 werd Union Lorraine de Merlebach opgericht als omnisportclub. Op 4 mei 1927 scheidde de voetbalsectie zich van de sportvereniging af en richtte Stade Olympique de Merlebach op. Al snel werd besloten om te fusioneren met Société Sportive de Merlebach, maar geen van beide clubs was bereid zijn naam op te geven. De beslissing werd uiteindelijk genomen in een voetbalwedstrijd. De spelers van SS en SO Merlebach namen het tegen elkaar op en de winnaar zou de naam van de fusieclub dragen. SO won met 3-1 behield dus zijn naam.
De club promoveerde enkele keren in de jaren dertig en werd in 1939 kampioen van Lorraine. Bij het uitbreken van de Tweede Wereldoorlog werd het gebied geannexeerd door Duitsland en werd ondergebracht in de gouw Westmark. In tegenstelling tot de Franse competitie die één hoogste klasse had was het voetbal in Duitsland nog sterk verdeeld en voor de oorlog waren er 16 Gauliga’s die allen de hoogste klasse waren. Tijdens de oorlog werden deze nog verder onderverdeeld. De club moest de naam Turn- und Sportgemeinschaft (TSG) Merlenbach aannemen en ging in de Bezirksliga Mosel spelen. In 1943 werd de club kampioen en promoveerde zo naar de Gauliga Westmark. Daar speelden nog twee voormalige Franse clubs (FV Metz en TSG Saargemünd. De club werd achtste op tien clubs. Na dit seizoen werd de Gauliga opgeheven en toen ook de oorlog ten einde was keerde de club terug onder de Franse benaming weer naar de Franse competitie.
Na de oorlog speelde de club lange tijd in de derde klasse. In 1970 promoveerde de club naar de tweede klasse, maar werd daar afgetekend laatste. Hierna zakte de club weg naar de lagere reeksen. In 1998/99 speelde de club nog één keer in de vierde klasse.